# Tylomys watsoni
Tylomys watsoni és una espècie de mamífer rosegador de la família dels cricètids. Viu a altituds de fins a 2.700 msnm a Costa Rica i Panamà. Els seus hàbitats naturals són els boscos perennifolis del vessant del Carib, els boscos humits de plana i les rouredes d'altiplans. És una espècie en risc mínim, és a dir, no sembla que hi hagi cap amenaça significativa per a la seva supervivència.
L'espècie fou anomenada en honor del col·leccionista H. J. Watson.